# أدب المنامات
أدب المنامات لون أدبي نثري ظهر في الأدب العربي في القرن السادس الهجري، يجمع فيه الكاتب ألوانًا من الخيال والهزل والسخرية والتهكم في زمكانية خاصة، وفي قالب أدبي رصين متحررًا من سلطة الواقع وعين الرقيب، فيقول فيه الكاتب ما لم يستطع قوله في الواقع أو يصعب عليه قوله، إذ يوجه فيها إسقاطات سياسية واجتماعية وانتقادات في عالم عجائبي يصنعه خيال الكاتب، ويكثر فيه من الاستعارات والتشبيهات والكنايات بأنواعها، حيث يبدأ مطلع المنامة بقوله «رأيت فيما يرى النائم»، ثم يكمل ما أراد كتابته وكأنه حلم من أحلامه.
تشترك المنامة مع الأجناس الأدبية مثل أدب المقامة وأدب الرسائل في بعض السمات الفنية وتختلف في الأخرى، وكان ظهور هذا الفن لأول مرة على يد محمد بن محرز الوهراني الملقب بركن الدين، وأول منامة كتبها (المنام الكبير) حاكى فيها رسالة الغفران للكاتب أبي العلاء المعري، وجمعها في كتاب (جليس كل ظريف) وتم تحقيقها ونشرها باسم (منامات الوهراني ومقاماته ورسائله)، انقطعت الكتابة في أدب المنامات زمنًا طويلًا، وعاد في العصر الحديث على يد نجيب محفوظ حيث ألف كتابه (رأيت فيما يرى النائم) وهو كتاب يحتوي على خمس قصص قصيرة من أدب المنامة.